# 황금 투구
황금 투구(Casque D'Or, Golden Helmet)는 프랑스에서 제작된 자크 베케르 감독의 1952년 범죄, 드라마, 멜로/로맨스 영화이다. 시몬느 시뇨레 등이 주연으로 출연하였고 레이몬드 하킴 등이 제작에 참여하였다.

## 출연

### 주연
- 시몬느 시뇨레
- 세르주 레지아니

### 조연
- 클로드 다우핀
- 레이몬드 버지어즈
- 도미니크 다브레이
- 폴 바지
- 가스통 모돗
- 파쿠에레테
- 로저 빈센트
- 자크 뒤비
- 크리스티안 미나졸리

## 제작진
- 조감독: 마르셀 카뮈
- 조감독: 알레인 제수아
- 미술: 장 디에보네
- 의상: 마요